# Asymilacja kulturowa
Asymilacja kulturowa – proces określający całokształt zmian społecznych i psychicznych, jakim ulegają jednostki, odłączając się od swojej grupy i przystosowując się do życia w innej grupie o odmiennej kulturze.
Najczęściej o asymilacji mówi się w przypadku przystosowania się imigrantów do norm życia społecznego kraju, w którym się osiedlili bądź przedstawicieli mniejszości narodowych do norm zbiorowości (narodu) dominujących w danym kraju lub krainie. Zjawisko to może mieć naturalny, niewymuszony charakter; niekiedy państwa prowadzą aktywną politykę asymilacyjną, która ma prowadzić do wykorzenienia innych wartości kulturowych i narzucenia norm narodu panującego.
Proces asymilacji składa się z trzech faz:
- akulturacja – przyjęcie przez migrantów (mniejszość) wzorów zachowań społeczności gospodarzy (grupy dominującej),
- asymilacja strukturalna – przenikanie migrantów do grup i instytucji społeczeństwa gospodarzy,
- asymilacja identyfikacyjna – rozwinięcie poczucia przynależności migrantów jedynie do społeczności gospodarzy.

Proces pełnej asymilacji może trwać dwa lub trzy pokolenia – czasami jednak zasymilowani potomkowie migrantów powracają do swoich korzeni kulturowych.

## W psychologii międzykulturowej
W psychologii międzykulturowej asymilacja jest jednym z modelów akulturacji, który został opracowany przez kanadyjskiego psychologa Johna Berry’ego. Asymilacja jest strategią akulturacji na poziomie jednostek. Oznacza przyjęcie kultury kraju przyjmującego przy jednoczesnym odrzuceniu kultury kraju pochodzenia.